# Abisara litavicus
Abisara litavicus är en fjärilsart som beskrevs av Hans Fruhstorfer 1912. Abisara litavicus ingår i släktet Abisara och familjen Riodinidae. Inga underarter finns listade i Catalogue of Life.